# غواص گلوسیاه

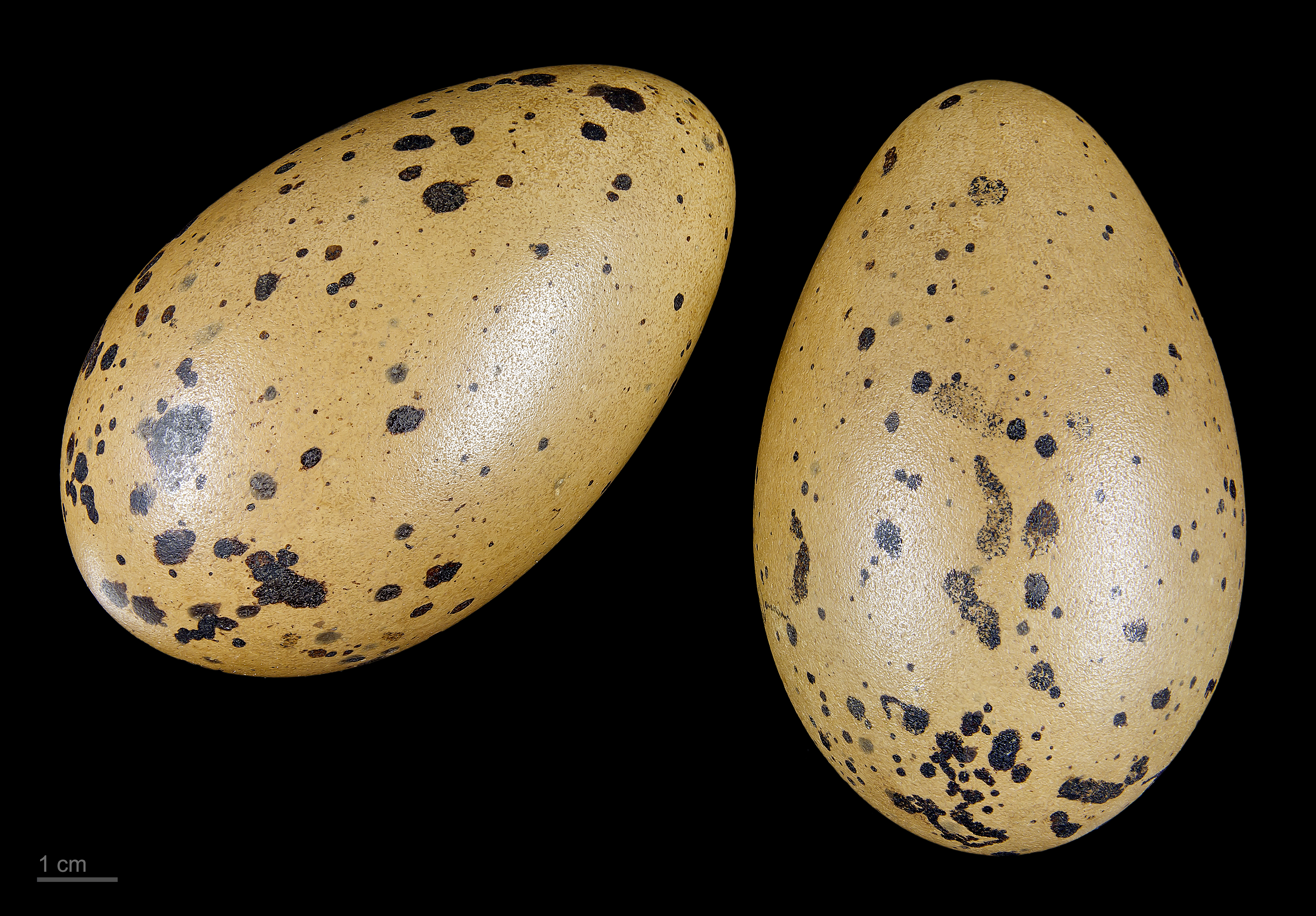
Gavia arctica

غواص گلوسیاه یا شیرجه‌رو گلوسیاه (نام علمی: Gavia arctica) پرنده‌ای آبزی ساکن نیمکره شمالی است و یکی از گونه‌هایی است که توسط کارل لینه در سده هجدهم توصیف شد. این گونه همانند تمامی غواصان یک ماهی‌خوار متخصص است و طعمه‌اش را در زیر آب شکار می‌کند. غذایش اغلب از ماهی‌ها، حشرات، سخت‌پوستان و دوزیستان است.

## توصیف ظاهری
طول غواص گلو سیاه ۵۸ تا ۶۷ سانتی‌متر است. منقار آن کشیده و قلمی است و پرده آن را افقی نگاه می‌دارد. سر و گردن این پرنده به رنگ خاکستری است و جلو گلویش لکهٔ سیاهی دیده می‌شود. همچنین در دو سوی گردن رگه‌های سیاه و سفیدی به چشم می‌خورد. در زمستان، زیر تنه تا زیر گلو به رنگ سفید و پشت آن به رنگ قهوه‌ای تیره مایل به سیاه می‌شود. روتنه دارای رنگ قهوه‌ای تیره است و خال‌های مشخص سفیدی در آن دیده می‌شود. غواص گلو سیاه فاقد حلقه‌ای مشخص به دور چشمان است و حلقهٔ مشخصی در اطراف چشمانش ندارد و در هنگام پرواز همانند غواص گلوسرخ به نظر می‌آید. با این حال رنگ سیاه و سفید این دو را از یکدیگر متمایز می‌کند.

## زیستگاه
این پرنده، زمستان‌ها، عمدتاً در دریاچه‌ها و آب‌های کرانه‌ای به سر می‌برد. در ایران، زمستان‌ها به نسبت فراوان و در کرانه‌های دریای مازندران حضور دارد.